# Podboršt, Sevnica
Podboršt este o localitate din comuna Sevnica, Slovenia, cu o populație de u64 locuitori.